# Oelsnitz/Vogtl.

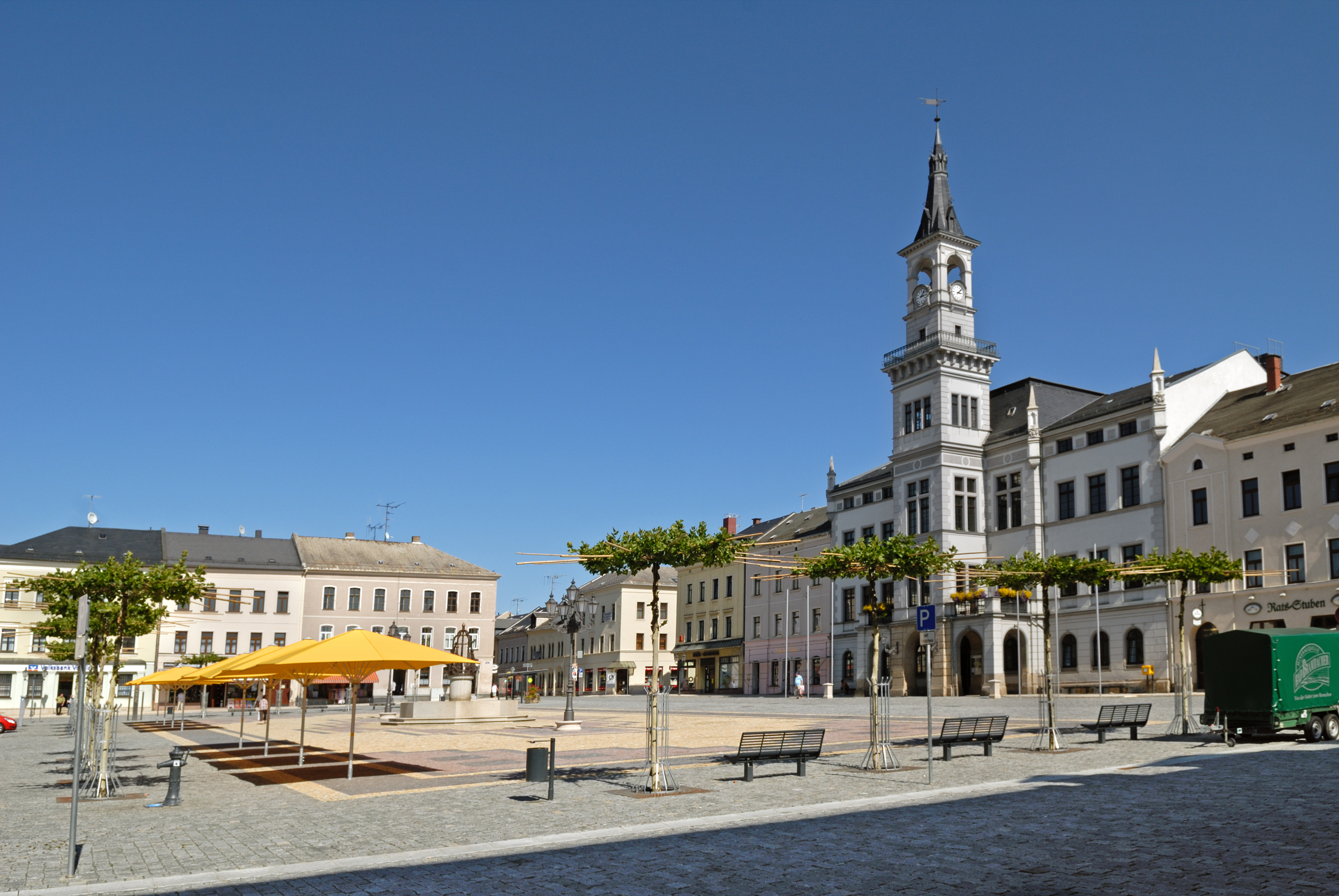
Marktplatz von Oelsnitz (2009)

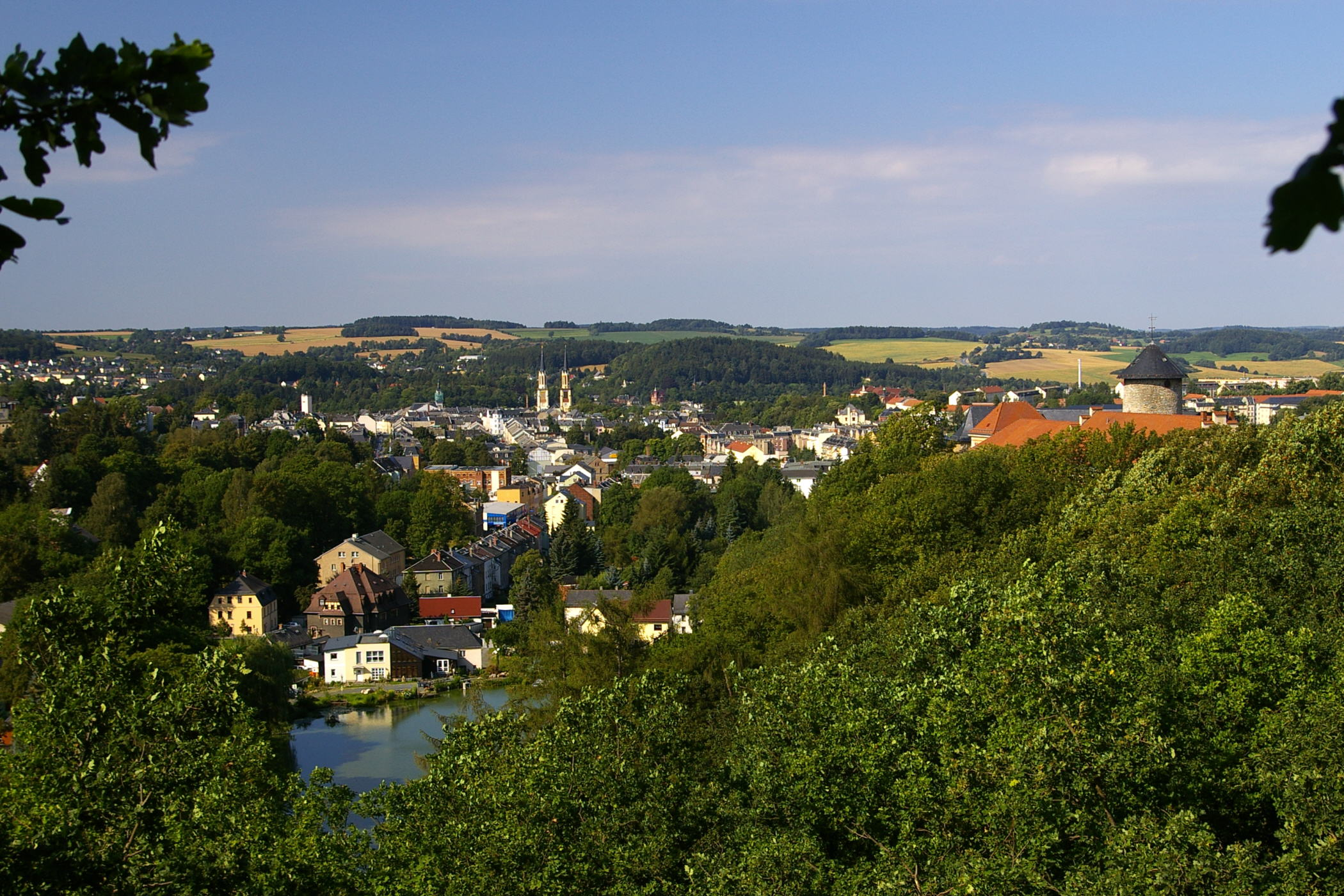
Blick auf die Stadt (2009)

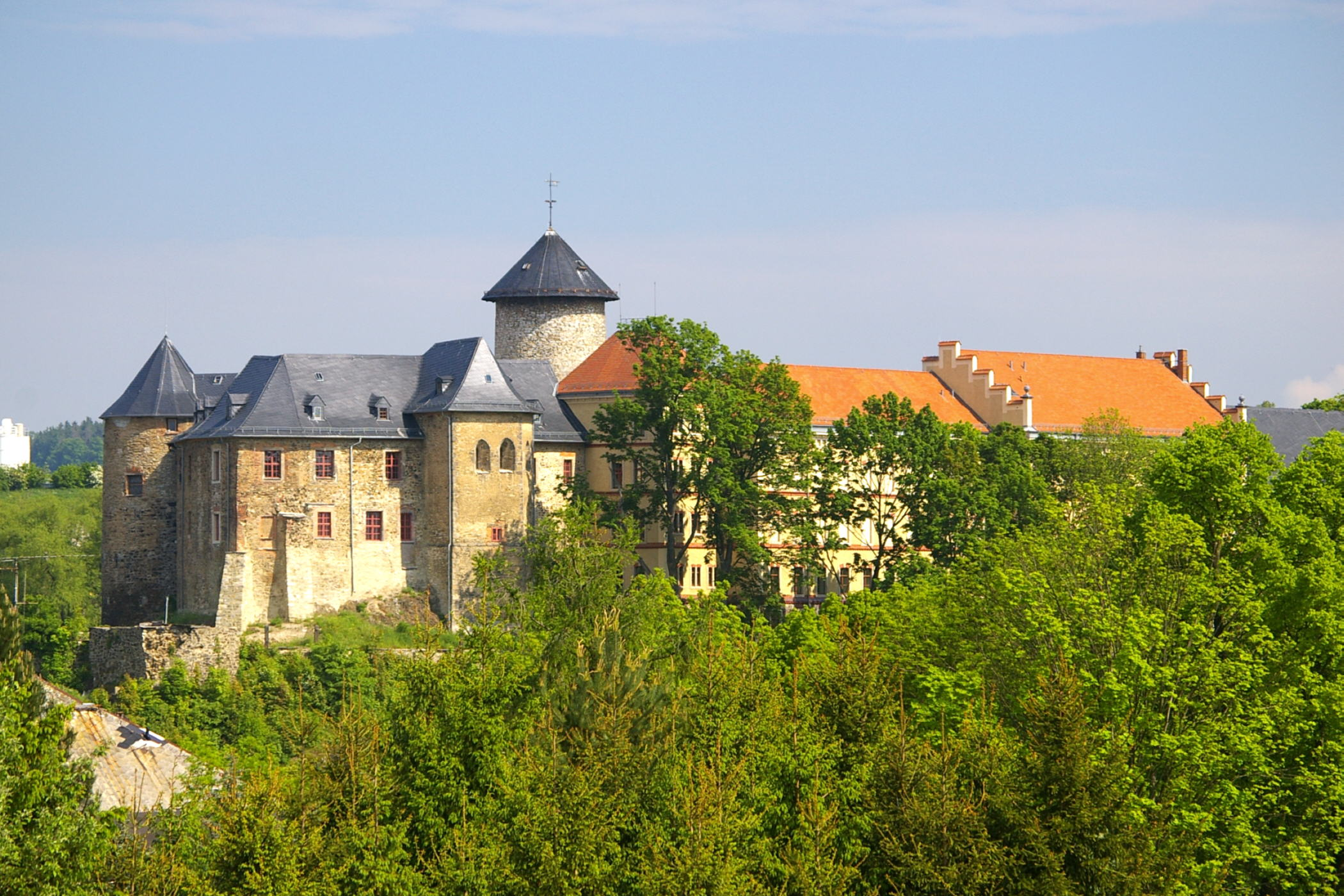
Schloss Voigtsberg (2008)

Die Große Kreisstadt Oelsnitz/Vogtl. [ˈœlsnɪts] (obersorbisch Wolešnica, tschechisch Olešnice nad Halštrovem) ist eine Kleinstadt im sächsischen Vogtlandkreis. Die Stadt befindet sich südlich von Plauen und ist Mitglied der Verwaltungsgemeinschaft Oelsnitz/Vogtl. Die Abkürzung „Vogtl.“ im Ortsnamen steht für „Vogtland“.

## Geographie

### Geographische Lage
Oelsnitz liegt im sächsischen Vogtland sowie an einer alten Handelsstraße zwischen Plauen und Eger. Am Rande des Stadtzentrums fließt die Weiße Elster (tschechisch Bílý Halštrov). Die Stadt ist im Westen des Vogtlandkreises und im sächsischen Teil des historischen Vogtlands zu finden. Geografisch liegt Oelsnitz/Vogtl. im Zentrum des Naturraums Vogtland (Übergang vom Mittelvogtländischen Kuppenland zum Oberen Vogtland). Chemnitz befindet sich circa 80 km nordöstlich von Oelsnitz, Zwickau circa 50 km in der gleichen Richtung.

### Nachbargemeinden
Oelsnitz/Vogtl. liegt zentral im Vogtlandkreis und grenzt an sieben weitere Gemeinden des Landkreises.
|                                          | Stadt Plauen                                | Gemeinde Tirpersdorf |
| Gemeinde Weischlitz                      | Kompassrose, die auf Nachbargemeinden zeigt | Gemeinde Mühlental   |
| Gemeinde Bösenbrunn und Gemeinde Triebel | Gemeinde Eichigt                            |                      |

### Stadtgliederung
- Görnitz mit Tanzermühle
- Hartmannsgrün
- Oberhermsgrün und Unterhermsgrün
- Lauterbach
- Magwitz mit Göswein
- Oelsnitz
- Planschwitz
- Raasdorf
- Raschau
- Taltitz mit Dobeneck und Neue Welt
- Untermarxgrün
- Voigtsberg

## Geschichte
Die erste Besiedlung der Region ist, ebenso wie für den Ortsnamen vermutet, sorbischen Ursprungs. Der Name könnte sich – wie etwa bei Oelsa – vom altsorbischen olešnica, „Siedlung bzw. Bach am Erlenwald“, ableiten (olša= „Erle“, vgl. obersorb. wólša). Erstmals urkundlich erwähnt wird der Ort im Jahre 1200, als sich König Philipp und Bischof Otto in Oelsnitz getroffen haben. Neuere Forschungen zum Rittergeschlecht derer von Oelsnitz gehen davon aus, dass die Ableitung der sächsischen Ortsnamen Oelsnitz auch über den Geschlechternamen möglich ist. Dem folgend könnte ein Rembertus de Olsnitz (urk. 1212/1219), ein Abkömmling der Familie Elsniz/Olsnitz aus der Steiermark Namensgeber sein.
Die Ersterwähnung der Jakobikirche erfolgte 1227. In den Jahren 1232 bis 1248 errichteten die Vögte von Straßberg die Burg Voigtsberg, das spätere Schloss Voigtsberg. Zwischen 1327 und 1356 erfolgte die planmäßige Anlage der Stadt. Der erste urkundliche Nachweis der Oelsnitzer Stadtrechte stammt aus dem Jahre 1357. In diesem Jahr kamen die Stadt und die Burg Voigtsberg infolge des Vogtländischen Krieges aus dem Besitz der Plauener Vögte an die Wettiner. Im Schmalkaldischen Krieg verloren die ernestinischen Wettiner die Burggrafschaft Meißen an die Familie der Vögte von Plauen, nachdem das katholisch-kaiserliche Heer unter dem böhmischen Heerführer Sebastian von Weitmühl in der Schlacht bei Oelsnitz am 1. November 1546 die kursächsischen Truppen der protestantischen Wettiner besiegte. Oelsnitz gelangte so wieder unter vögtische Herrschaft, bis diese die Herrschaft Voigtsberg samt Oelsnitz 1563 endgültig an die albertinischen Wettiner verloren. Am 13. August 1632, im Dreißigjährigen Krieg, eroberten Truppen des Generals Heinrich von Holk die Stadt, die geplündert und niedergebrannt wurde. Viele Einwohner, auch die in die Kirche geflohenen, kamen dabei ums Leben. Von 1657 bis 1718 lag Oelsnitz im albertinischen Sekundogeniturfürstentum Sachsen-Zeitz. 1724 wurde eine Kursächsische Postmeilensäule vor dem Obertor errichtet, die zuletzt bis zum Stadtbrand 1859 am Rathaus stand. Deren Nachbildung wurde 2018 an der Pfortenstraße errichtet.
Oelsnitz war von 1654 bis 1658 von Hexenverfolgungen betroffen. Eine Frau und ihre Tochter sowie ein Kuhjunge gerieten in Hexenprozesse. Daneben kam es zwischen 1678 und 1688 auch in den heutigen Ortsteilen Magwitz und Voigtsberg zu Hexenverfolgungen. Maria Magdalena, 19 Jahre, Frau vom Gerichtsdiener Hans Thomas Raßenhauer, geriet in einen Hexenprozess und wurde mit Landesverweis bestraft.
Oelsnitz gehörte bis 1856 zum kursächsischen bzw. königlich-sächsischen Amt Voigtsberg. 1856 wurde die Stadt Sitz des Gerichtsamts Oelsnitz und 1875 der Amtshauptmannschaft Oelsnitz. Im Juni 1927 war Oelsnitz die erste Stadtgemeinde Deutschlands, in der mit Otto Karl Bachmann ein Mitglied der Kommunistischen Partei zum Bürgermeister gewählt wurde.
Durch die zweite Kreisreform in der DDR wurde die Stadt Oelsnitz im Jahr 1952 Sitz des Kreises Oelsnitz im Bezirk Chemnitz (1953 in Bezirk Karl-Marx-Stadt umbenannt), der im Jahr 1990 als sächsischer Landkreis Oelsnitz fortgeführt wurde. Bis zur Bildung des Vogtlandkreises am 1. Januar 1996 war Oelsnitz somit Sitz des gleichnamigen Landkreises Oelsnitz und hatte ein gemeinsames Kfz-Kennzeichen mit dem Landkreis Klingenthal (OVL für Obervogtland).

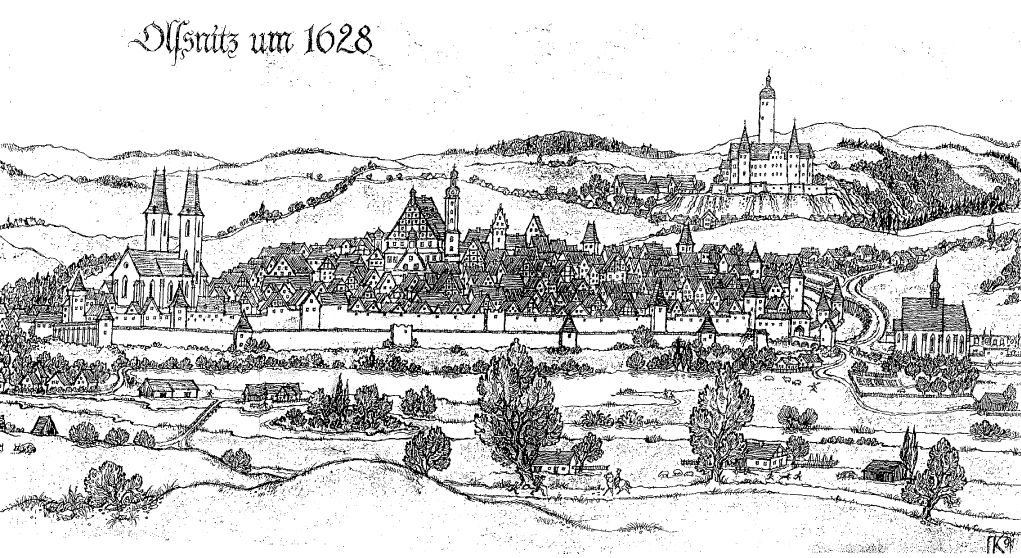
Stadtansicht von Süden 1628
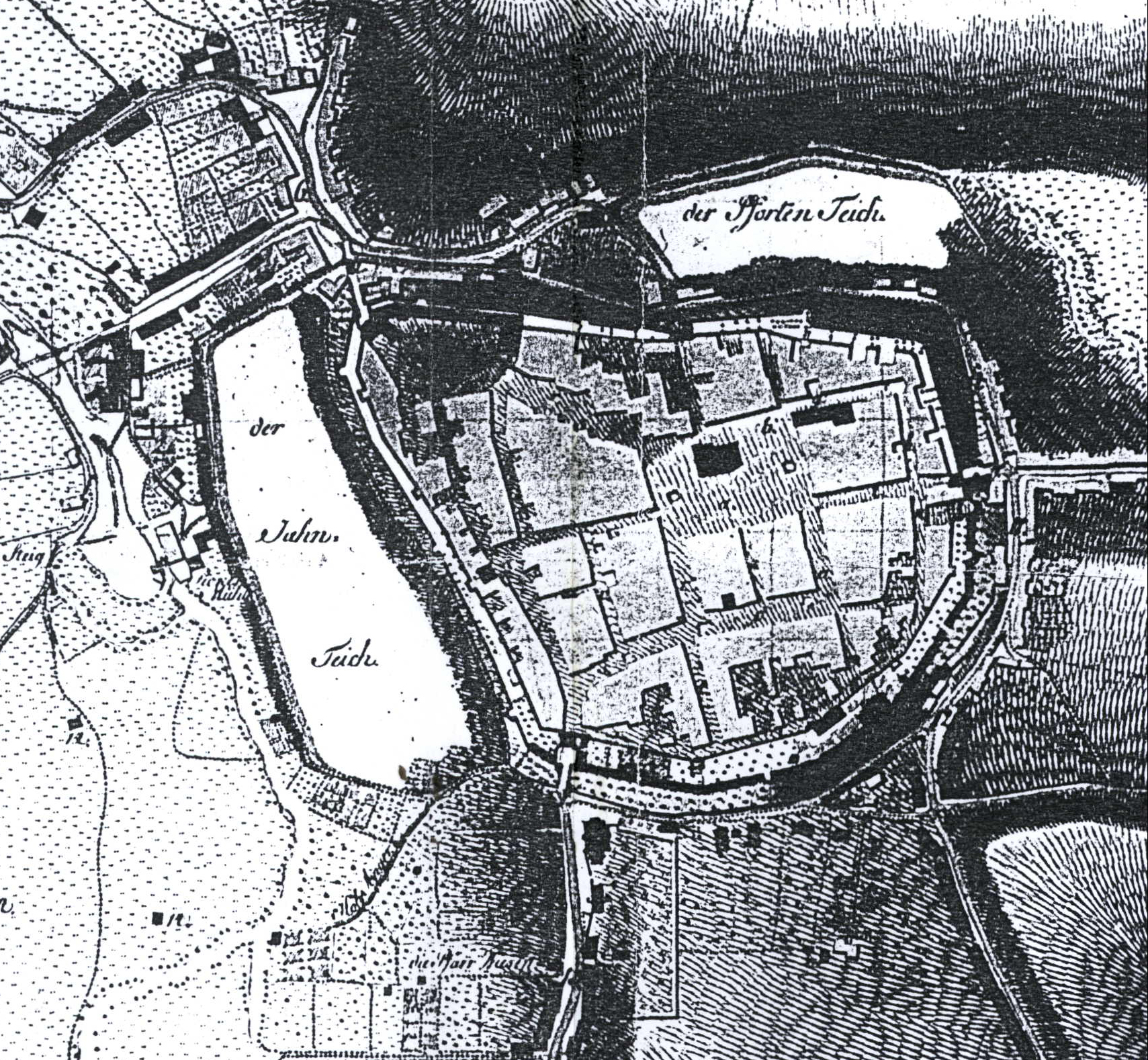
Stadtplanausschnitt ca. um 1800
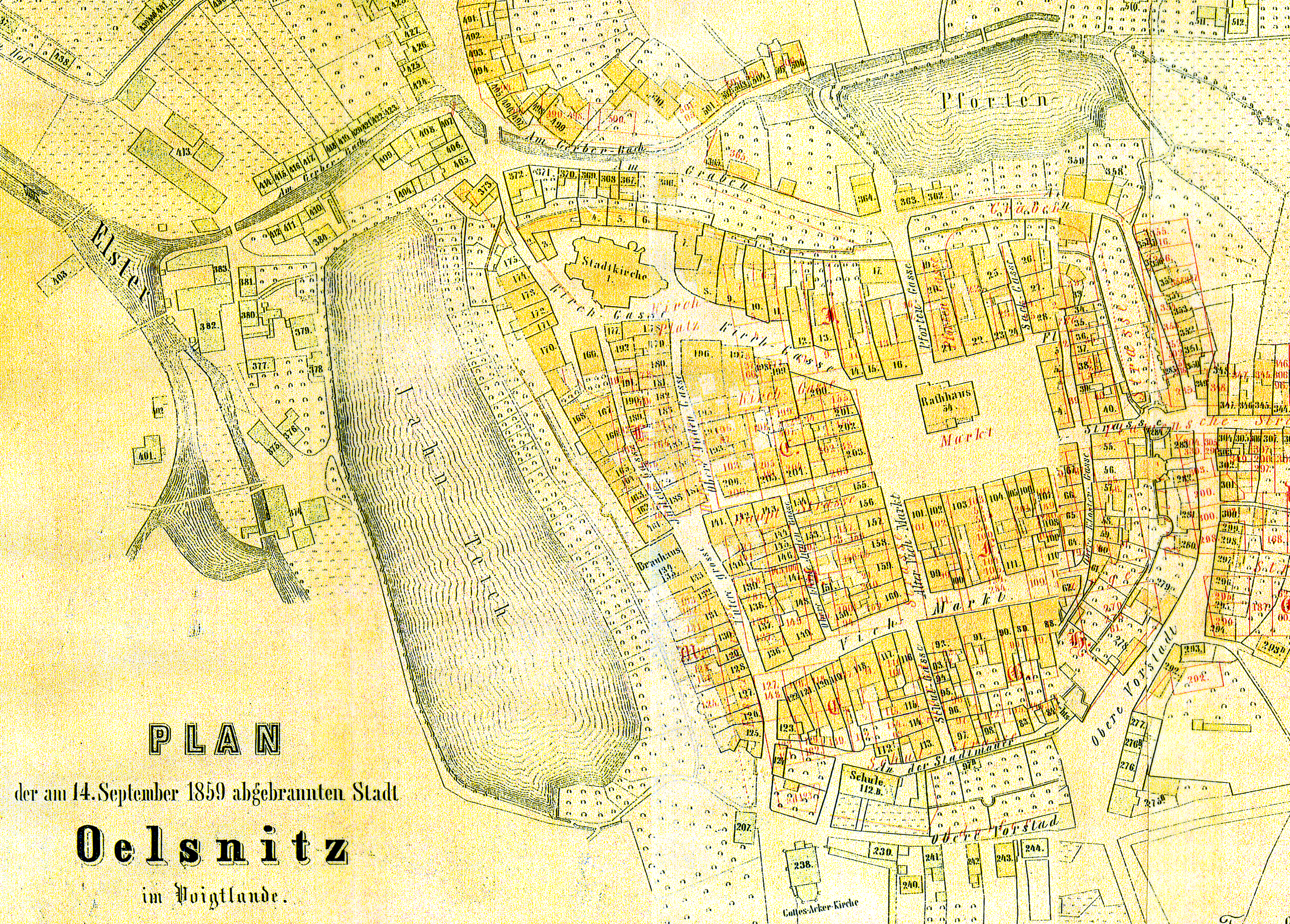
Stadtplanausschnitt ca. um 1860
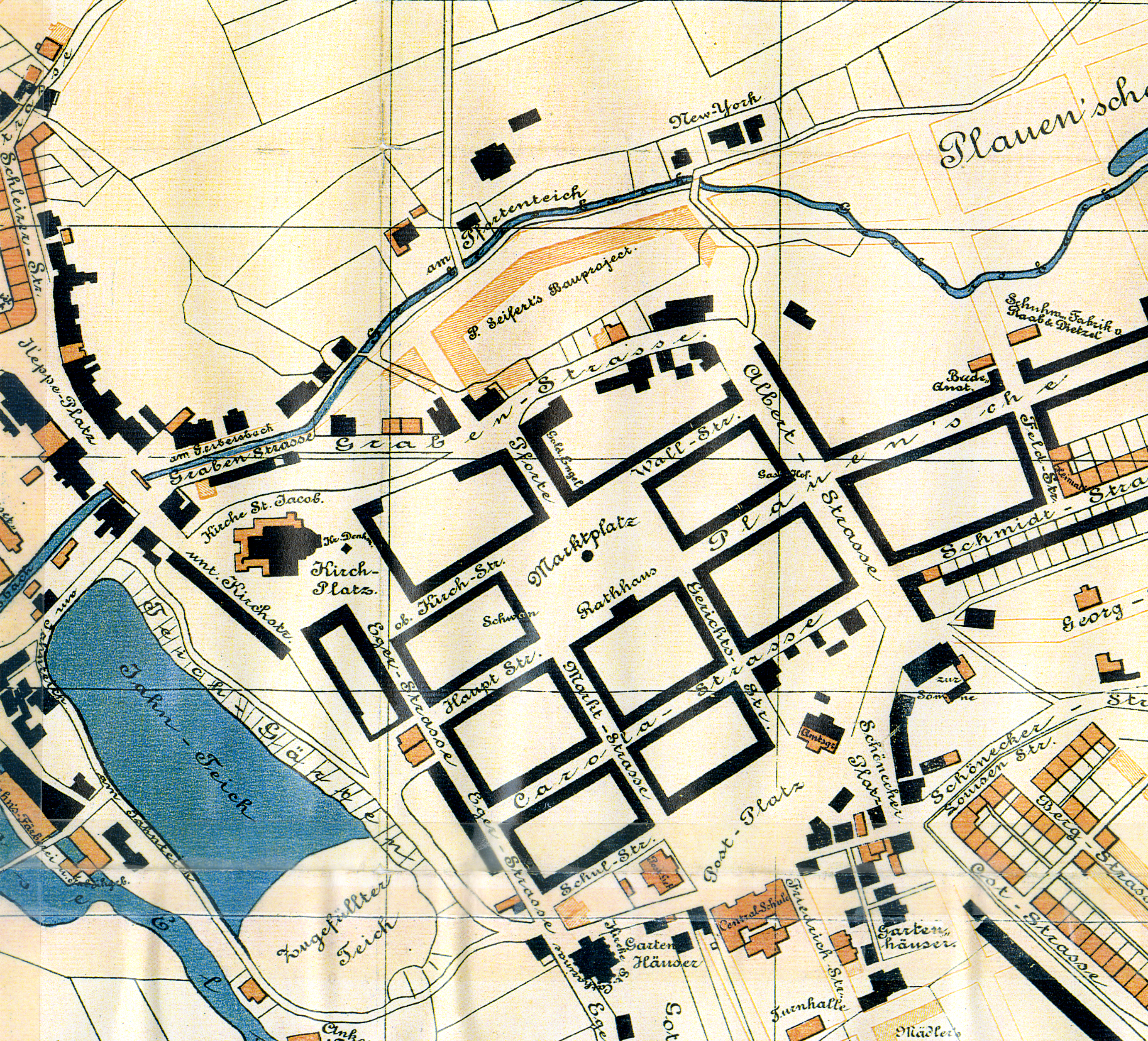
Stadtplanausschnitt ca. um 1900

### Burgstall Göllnitzhof (Oelsnitz/Vogtl.)
Ursprünglich kontrollierten zwei Burgen die Handelsstraßen, die Oelsnitz durchquerten: Burg Voigtsberg und die Burg Göllnitzhof. Voigtsberg und Göllnitzhof lagen an entgegengesetzten Enden der Stadt Oelsnitz.
Die Burg Göllnitzhof lag auf einer Erhebung („Göllnitzhöhe“) außerhalb der Stadt Oelsnitz. Sie fiel wüst und wurde ein Burgstall, da die Stadt Oelsnitz den Göllnitzhof 1520 kaufte und schon 1548 abreißen ließ. Die Anlage wurde entweder als Burg oder als Schloss betitelt.
Im Jahre 1271 wurde die Burg Göllnitzhof indirekt urkundlich erwähnt. Sie dürfte ebenso wie die Burg Voigtsberg im Besitz der Vögte von Straßberg bzw. ihrer Seitenlinie „von Voigtsberg“ gewesen sein. Urkundlich belegt ist der Begriff „Grafschaft Göllnitz“ für den Göllnitzhof. Am Göllnitzhof führte die Straße von Asch nach Oelsnitz vorbei, die hier den Talhang erklimmt.

### Wirtschaftsgeschichte
Im 14. Jahrhundert begann die wirtschaftliche Entwicklung mit Textilhandwerk und Bergbau (Kupfer, Eisen, Zinn). Die Textilherstellung wurde im gesamten Vogtland vom 16. Jahrhundert an zunehmend zu einem tragenden Wirtschaftszweig. Hinzu kam im 15. und 16. Jahrhundert die Perlenfischerei in der Weißen Elster und ihren Zuflüssen. Oelsnitz erhielt erstmals 1865 mit der Strecke Herlasgrün–Falkenstein–Oelsnitz–Adorf–Eger einen Eisenbahnanschluss. Durch die Eisenbahn wurde der Bezug von Rohstoffen bzw. Halbfertigprodukten und der Versand der produzierten Erzeugnisse wesentlich vereinfacht. Dies förderte die Industrialisierung auch des Vogtlands.
Im Jahr 1880 gründeten Karl Wilhelm Koch und Fritz te Kock das Unternehmen Koch & te Kock als Weberei von Axminster-Teppichen. Durch das Unternehmen wurde im selben Jahr eine Niederlassung zur Teppichherstellung in Oelsnitz und Umgebung, auch in Adorf, angesiedelt. Mit der Gründung wurde auch die Marke „Halbmond“ etabliert. Durch die rasante Entwicklung der Teppichherstellung in Oelsnitz wurde der Ort zur „Teppichstadt“ und entwickelte sich zum größten Produktionsstandort Deutschlands. Das Unternehmen wurde 1913 auf der Internationalen Baufachausstellung in Leipzig mit einer Goldmedaille prämiert. Weitere Auszeichnungen auf Ausstellungen und Messen in Chicago und Antwerpen folgten. Die Unternehmen Koch & te Kock, Adoros und Tefzet wurden 1953 zum VEB Halbmond zusammengefasst. Zu DDR-Zeiten waren alle Teppichwebereien zum VEB Halbmondteppich im VEB Kombinat DEKO Plauen zusammengeschlossen. Der Betrieb firmiert seit 1990 als Halbmond Teppichwerke GmbH. Nicht unbedeutend waren auch die Woll- und Leinenverarbeitung, die Gardinenindustrie (VEB Plauener Gardine, Stammbetrieb im VEB Kombinat DEKO Plauen) und die Maschinenstickerei. In einem geringeren, jedoch nicht unbedeutenden Umfang, waren hier auch die Baumwollverarbeitung, die Konfektionsindustrie, unter anderem mit Miederwaren, und sonstige Textilindustrie vertreten. Auch Textilmaschinen wurden in Oelsnitz hergestellt.

### Eingemeindungen
Die Eingemeindung von Raschau und Voigtsberg erfolgte bereits im Jahr 1919. Untermarxgrün wurde am 1. April 1949 eingemeindet. Am 1. Juli 1950 wurden die bis dahin eigenständigen Gemeinden Görnitz, Lauterbach und Raasdorf eingegliedert. Hartmannsgrün folgte am 1. Januar 1957. Die Gemeinde Oberhermsgrün mit ihrem Ortsteil Unterhermsgrün wurde am 1. Januar 1994 eingemeindet. Am 1. März 1994 folgte Planschwitz mit Magwitz und Göswein.

### Einwohnerentwicklung
| 1834 bis 1950 - 1834: 03.814 - 1871: 05.330 - 1890: 09.426 - 1910: 13.951 - 1925: 17.038 - 1939: 15.296 - 1946: 16.024 1 - 1950: 17.572 2 | 1960 bis 2001 - 1960: 16.389 - 1971: 15.409 - 1981: 13.892 - 1984: 13.623 - 1998: 12.866 - 1999: 12.689 - 2000: 12.685 - 2001: 12.554 | 2002 bis 2013 - 2002: 12.451 - 2003: 12.361 - 2004: 12.310 - 2005: 12.247 - 2007: 11.905 - 2008: 11.697 - 2012: 10.950 - 2013: 10.763 | 2015 bis 2019 - 2015: 10.492 - 2016: 10.435 - 2017: 10.380 - 2018: 10.285 - 2019: 10.143 - 2022: 9.951 |

 Datengrundlage ab 1998: Statistisches Landesamt Sachsen     1 29. Oktober    
2 31. August     ab 1960: jeweils zum 31. Dezember

## Politik
Oelsnitz/Vogtl. ist erfüllende Gemeinde der Verwaltungsgemeinschaft Oelsnitz/Vogtl. Sie ist Mitglied und einer der Initiatoren der tschechisch-deutschen Mikroregion Freunde im Herzen Europas.

### Stadtrat
Bei den Stadtratswahl am 9. Juni 2024 verlor die Linke einen Sitz an die FOB. Die sonstige Sitzverteilung bleibt seit 2019 unverändert. Im einzelnen verteilen sich die Mandate wie folgt:
- FOB: 7 Sitze
- CDU: 7 Sitze
- AfD: 5 Sitze
- Linke: 2 Sitze
- SPD: 1 Sitz

| Stadtrat ab 2024Insgesamt 22 Sitze - Linke: 2 - SPD: 1 - FOB: 7 - CDU: 7 - AfD: 5 | Wahlvorschlag                       | 2024   | 2024   | 2019   | 2019   | 2014   | 2014   |
| Stadtrat ab 2024Insgesamt 22 Sitze - Linke: 2 - SPD: 1 - FOB: 7 - CDU: 7 - AfD: 5 | Wahlvorschlag                       | Sitze  | in %   | Sitze  | in %   | Sitze  | in %   |
| Stadtrat ab 2024Insgesamt 22 Sitze - Linke: 2 - SPD: 1 - FOB: 7 - CDU: 7 - AfD: 5 | Freie Oelsnitzer Bürgerschaft e. V. | 7      | 30,6   | 6      | 24,3   | –      | –      |
| Stadtrat ab 2024Insgesamt 22 Sitze - Linke: 2 - SPD: 1 - FOB: 7 - CDU: 7 - AfD: 5 | CDU                                 | 7      | 30,2   | 7      | 29,8   | 9      | 38,4   |
| Stadtrat ab 2024Insgesamt 22 Sitze - Linke: 2 - SPD: 1 - FOB: 7 - CDU: 7 - AfD: 5 | AfD                                 | 5      | 25,0   | 5      | 21,9   | –      | –      |
| Stadtrat ab 2024Insgesamt 22 Sitze - Linke: 2 - SPD: 1 - FOB: 7 - CDU: 7 - AfD: 5 | Linke                               | 2      | 9,1    | 3      | 16,0   | 4      | 20,4   |
| Stadtrat ab 2024Insgesamt 22 Sitze - Linke: 2 - SPD: 1 - FOB: 7 - CDU: 7 - AfD: 5 | SPD                                 | 1      | 5,1    | 1      | 6,6    | 2      | 9,7    |
| Stadtrat ab 2024Insgesamt 22 Sitze - Linke: 2 - SPD: 1 - FOB: 7 - CDU: 7 - AfD: 5 | DSU                                 | –      | –      | –      | 1,5    | 4      | 18,5   |
| Stadtrat ab 2024Insgesamt 22 Sitze - Linke: 2 - SPD: 1 - FOB: 7 - CDU: 7 - AfD: 5 | LuB                                 | –      | –      | –      | –      | 3      | 13,1   |
| Stadtrat ab 2024Insgesamt 22 Sitze - Linke: 2 - SPD: 1 - FOB: 7 - CDU: 7 - AfD: 5 | Wahlbeteiligung                     | 64,8 % | 64,8 % | 54,7 % | 54,7 % | 43,3 % | 43,3 % |

### Bürgermeister
Oberbürgermeister ist Mario Horn. Er wurde erstmals 2012 gewählt.
| Wahl | Bürgermeister    | Vorschlag | Wahlergebnis (in %) |
| ---- | ---------------- | --------- | ------------------- |
| 2019 | Mario Horn       | CDU       | 61,3                |
| 2012 | Mario Horn       | CDU       | 69,3                |
| 2008 | Eva-Maria Möbius | CDU       | 71,2                |
| 2001 | Eva-Maria Möbius | CDU       | 57,7                |

### Wappen
| Wappen von Oelsnitz/Vogtl. | Blasonierung: „In Gold ein schwarzer Löwe mit roter Zunge und Bewehrung, begleitet von drei schwarzen Kugeln.“                                   |
| Wappen von Oelsnitz/Vogtl. | Wappenbegründung: Die ältesten Siegel, die dieses Bild zeigen, stammen aus dem 15. Jahrhundert. Die drei Kugeln werden als Nietstellen gedeutet. |

### Städtepartnerschaften
Partnerstädte von Oelsnitz sind Rehau in Bayern, Aš in Tschechien und Fiumefreddo di Sicilia in Italien.

## Wirtschaft und Infrastruktur

### Ansässige Unternehmen
Nach dem Beitritt der DDR zur Bundesrepublik Deutschland im Jahre 1990 erfolgte 1991/1992 auf 72 Hektar im Norden von Oelsnitz in der Nähe der Autobahnauffahrt Plauen-Süd die Erschließung des Gewerbegebiets „Johannisberg“. Derzeit werden in Oelsnitz unter anderem Vliesstoffe für die Kfz-Innenausstattung, Gitter- und Blechprofilroste, Büromöbel und – der Tradition folgend – Miederwaren hergestellt.
Das bekannteste Unternehmen der Stadt sind die Halbmond Teppichwerke am Bahnhof, einst der VEB Halbmond (im Kombinat Deko). Nach einem umfangreichen Investitionsprogramm ab 1994 wurde Halbmond 1996 von der britischen Allied Textile gekauft. Im Jahr 2004 war der Umbau des Unternehmens zum Hersteller hochwertiger Objektteppichböden und die Konzentration auf den Teppich-Spritzdruck erfolgt. Der Geschäftsführer Ralf Litzenberg und der Prokurist Martin Scheel erwarben 2007 die kompletten Geschäftsanteile; gleichzeitig wurde das größte Investitionsprogramm seit 1994 beschlossen. Im Jahr 2008 ging die weltweit modernste Chromojet Druckanlage bei Halbmond in Betrieb. Diese Technik des Spritzdruckes erlaubt auch kleine Mengen auf hohem Qualitätsniveau wirtschaftlich zu produzieren. Das Ergebnis sind strapazierfähige Objekt-Teppichböden, die nach den individuellen Vorstellungen der Kunden gefertigt werden.
Der größte Arbeitgeber der Region ist die Firma Gebr. Meiser, die im Industriegebiet Johannisberg ansässig ist. Im Juli 1994 wurde der Betrieb in Oelsnitz fertiggestellt und später noch erheblich vergrößert. Das Firmengelände umfasst rund 150.000 m² mit insgesamt 30.000 m² Produktions- und Lagerhallen. Zum Produktionsprogramm gehören Gitterroste, die auf elf Fertigungsstraßen hergestellt werden sowie Stahltreppenanlagen und Werkzeuge.

### Bildung
- Oelsnitz besitzt drei Grundschulen: die Evangelische Grundschule in der Pestalozzistraße, die Grundschule am Karl-Marx-Platz sowie die Grundschule Am Stadion.
- Eine Oberschule befindet sich am Karl-Marx-Platz und ist außerhalb Plauens die größte Oberschule des Vogtlandkreises.
- Das Julius-Mosen-Gymnasium in der Melanchthonstraße ist nach dem Verfasser des Andreas-Hofer-Liedes benannt.
- Im Gewerbegebiet am Willy-Brandt-Ring findet man das Berufliche Schulzentrum für Technik und Hauswirtschaft Reichenbach, Außenstelle „Adam Friedrich Zürner“ Oelsnitz.

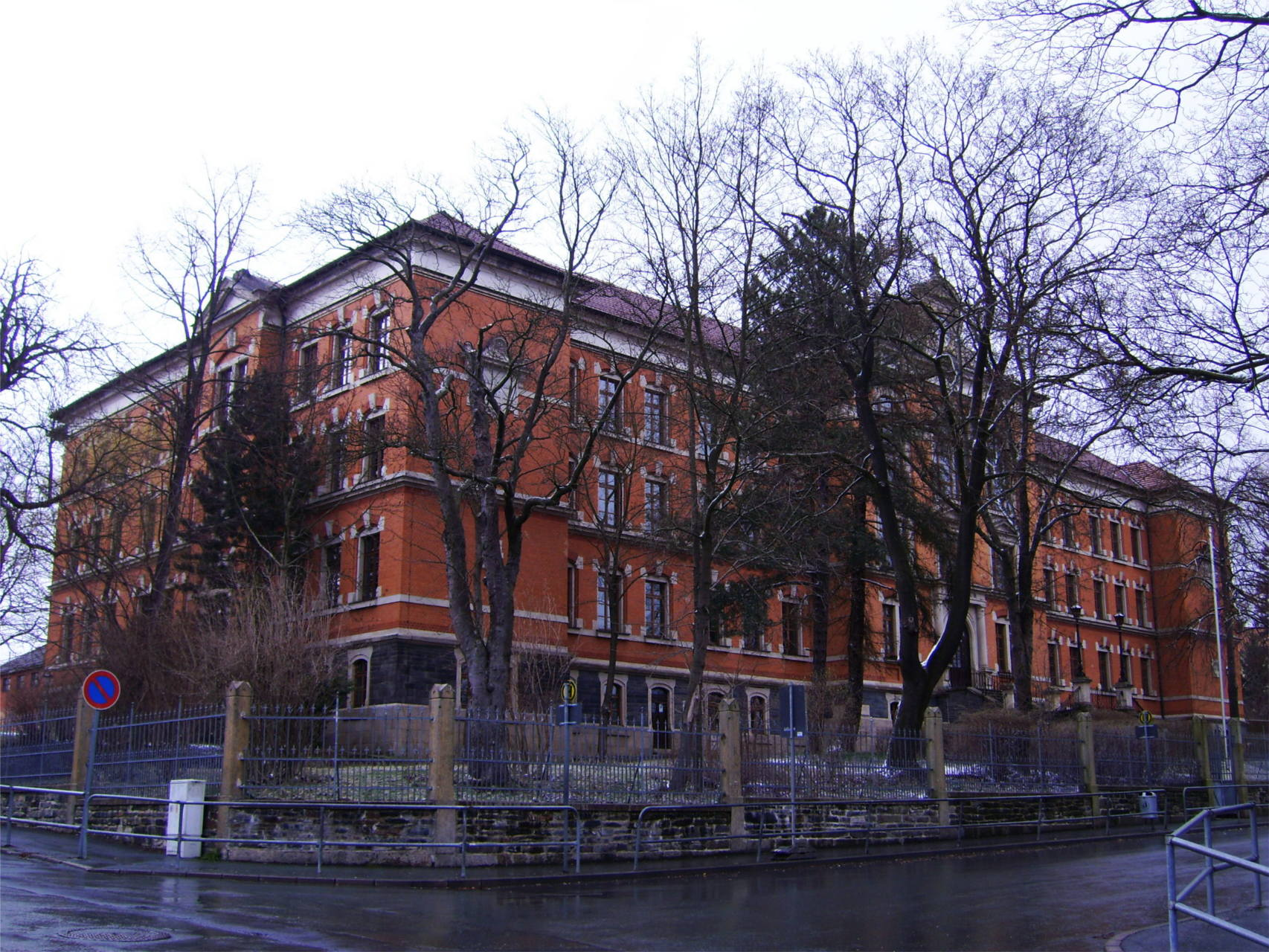
Julius-Mosen-Gymnasium
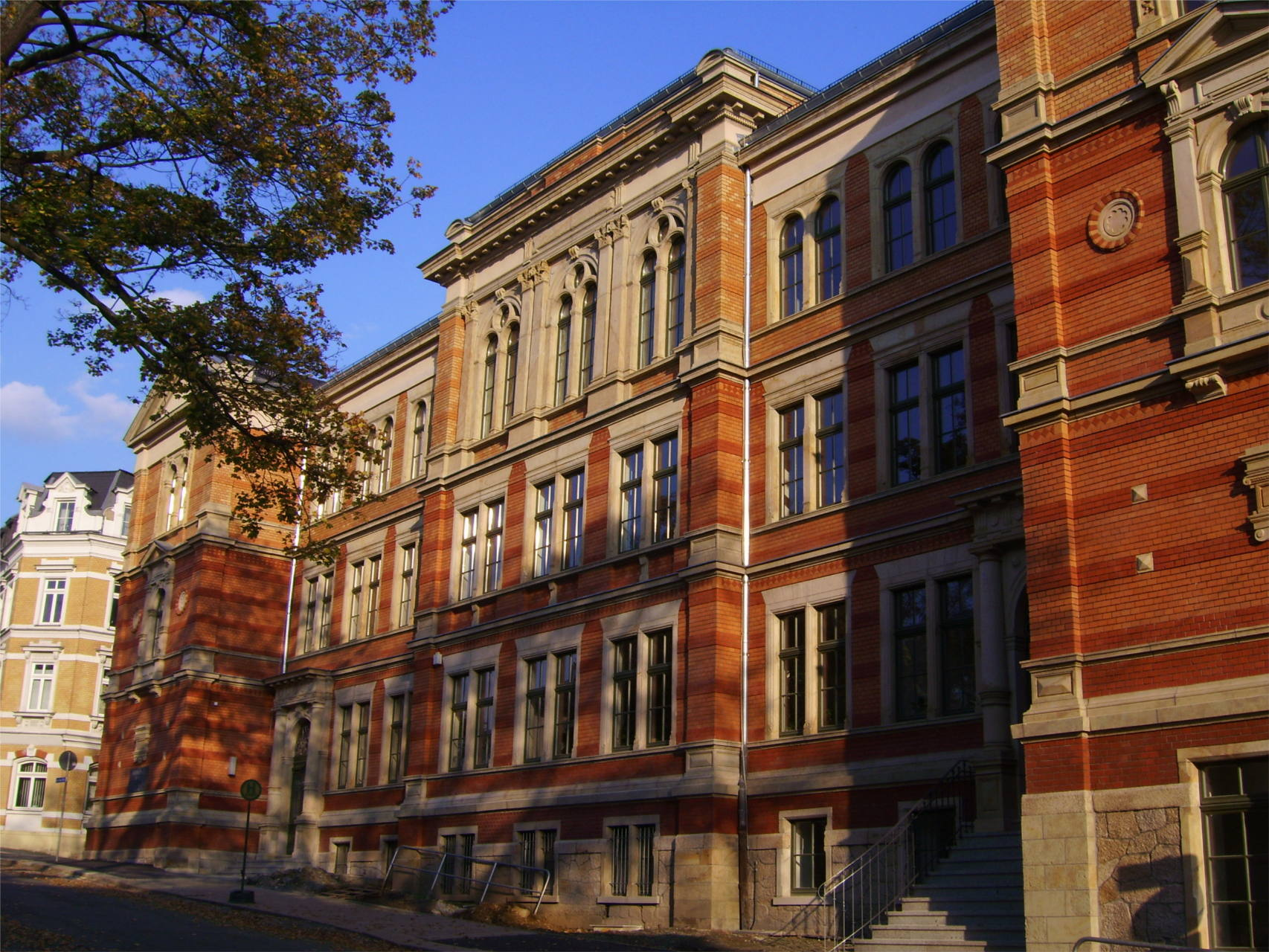
Oberschule am Karl-Marx-Platz

### Öffentlicher Nahverkehr
Oelsnitz erhielt 1865 mit der Strecke Herlasgrün–Falkenstein–Oelsnitz–Adorf–Eger (Voigtländische Staatseisenbahn) einen Eisenbahnanschluss. Der Bahnhof Oelsnitz (Vogtl) entwickelte sich mit der Eröffnung der Verbindung Plauen–Oelsnitz zum lokalen Eisenbahnknoten. Heute ist allerdings nur noch die weitgehend im Elstertal verlaufende Strecke Plauen–Oelsnitz–Cheb in Betrieb. Der Abschnitt in Richtung Falkenstein wurde 1951 stillgelegt und abgebaut, er dient seit Mai 2011 als Bahndammradweg. Heute wird Oelsnitz im Stundentakt von der RB 2 der Vogtlandbahn bedient. Dieser verbindet die Stadt mit Plauen, Zwickau, Adorf und Cheb. Außerdem verkehrt zweistündlich die RB 4 von Adorf über Oelsnitz nach Greiz und Gera.
Oelsnitz wird im vertakteten ÖPNV des Verkehrsverbunds Vogtland von mehreren Buslinien bedient. Die Linie 91 ist der stündliche Stadtbus der Stadt, während die PlusBus-Linien 50 und 90 zusammen einen ungefähren Halbstundentakt nach Plauen ergeben. Zentraler Umsteigepunkt ist der Bahnhof Oelsnitz, an dem zahlreiche Anschlüsse in die Region geboten werden. Oelsnitz ist außerdem Ausgangspunkt zahlreicher RufBus-Linien.

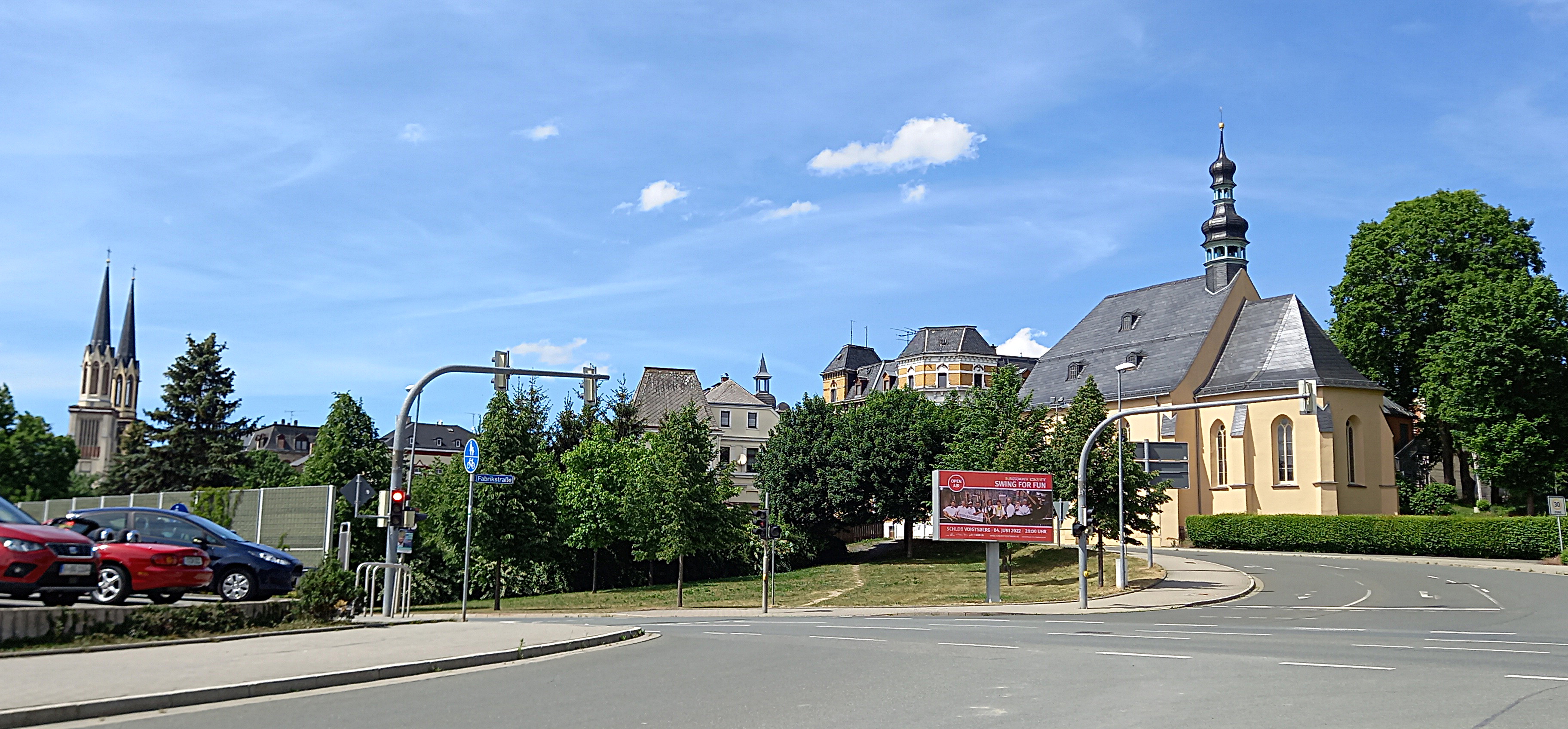
St. Jakobi und St. Katharina

| Linie | Endpunkte                                       | Verlauf                                      | Verkehrsunternehmen     | Klassifizierung |
| ----- | ----------------------------------------------- | -------------------------------------------- | ----------------------- | --------------- |
| 50+   | Plauen ↔ Rodewisch                              | Taltitz – Oelsnitz – Falkenstein – Auerbach  | Plauener Omnibusbetrieb | PlusBus         |
| 53    | Oelsnitz ↔ Gutenfürst                           | Planschwitz – Pirk – Krebes                  | Plauener Omnibusbetrieb | RufBus          |
| 54    | Oelsnitz ↔ Wiedersberg                          | Bösenbrunn – Dröda – Bobenneukirchen         | Plauener Omnibusbetrieb | RufBus          |
| 55    | Oelsnitz ↔ Droßdorf                             | Hartmannsgrün – Altmannsgrün                 | Plauener Omnibusbetrieb | RufBus          |
| 56    | Oelsnitz ↔ Haselrain                            | Raasdorf – Hundsgrün – Bergen – Posseck      | Plauener Omnibusbetrieb | RufBus          |
| 57    | Oelsnitz ↔ Kottengrün                           | Johannisberg – Theuma – Lottengrün           | Plauener Omnibusbetrieb | RufBus          |
| 90+   | Plauen ↔ Aschberg                               | Oberlosa – Oelsnitz – Schöneck – Klingenthal | Plauener Omnibusbetrieb | PlusBus         |
| 91    | Willy-Brandt-Ring ↔ Triebel/Lauterbacher Straße | Otto-Riedel-Straße – Bahnhof Oelsnitz        | Plauener Omnibusbetrieb | StadtBus        |
| 92    | Plauen ↔ Bad Elster                             | Oelsnitz – Adorf                             | Plauener Omnibusbetrieb | TaktBus         |

### Öffentliche Einrichtungen
- Kulturzentrum Katharinenkirche
- Mehrgenerationenhaus Goldene Sonne mit Kinder- und Jugendzentrum
- Elstertalstadion und Oelsnitzer Turnhalle
- Stadtbad Elstergarten

## Kultur und Sehenswürdigkeiten

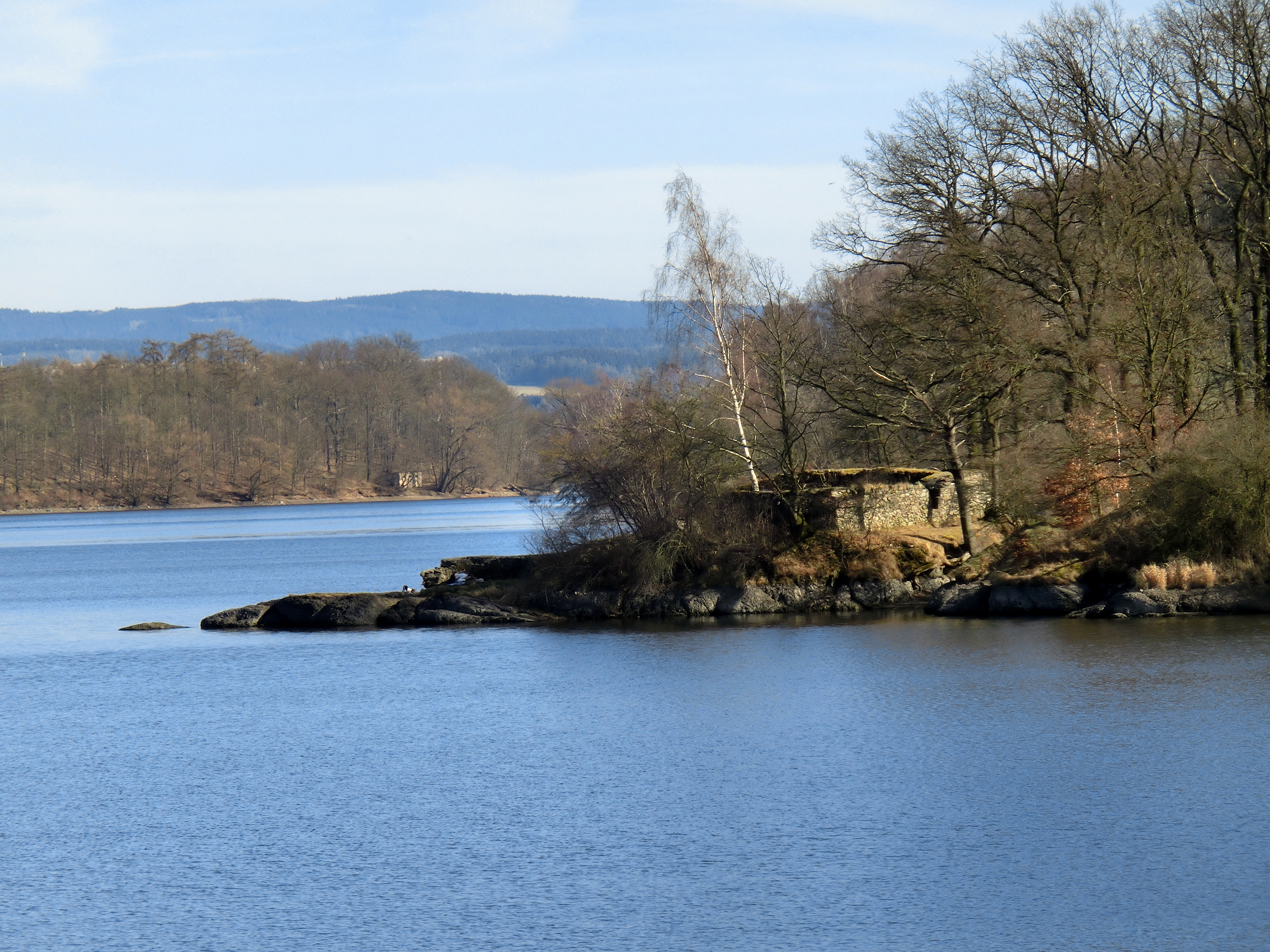
Ruine Stein

### Sehenswürdigkeiten
- Schloss Voigtsberg mit Teppichmuseum und Mineraliengewölbe Oelsnitz
- Burgruine Stein
- Rittergut Planschwitz
- Rittergut Magwitz
- St. Jakobi (Oelsnitz)
- Drogeriemuseum, Untere Kirchstraße

### Wasserspiele
Auf dem Marktplatz befindet sich der Sperkenbrunnen. Aufgrund einer alten Sage, wonach ein zum Tode verurteilter Zauberer die Oelsnitzer Bürger vorübergehend in „Sperken“ verwandelte, wird Oelsnitz gelegentlich auch als Sperkenstadt bezeichnet.

### Gedenkstätten
- Eine Gedenkstätte im hinteren linken Teil des Evangelischen Friedhofs erinnert an sowjetische Kriegsgefangene und Sowjetsoldaten sowie an 29 unbekannte Zwangsarbeiter(innen), die allesamt Opfer im Zweiten Weltkrieg wurden.
- Am Geburtshaus von Georg Dittmar in der Alten Reichenbacher Straße 29 erinnerte zu DDR-Zeiten eine Gedenktafel an den kommunistischen Hitler-Gegner, der 1945 im KZ Bergen-Belsen umkam.
- An der Haupttreppe zur Kirche St. Jakobi befindet sich eine Gedenktafel zur Erinnerung an eine Mahnwache am 13. Oktober 1989, die in Oelsnitz die politische Wende einleitete.

### Naturschutz
- Siehe auch: Liste der Naturdenkmale in Oelsnitz/Vogtl.

## Galerie

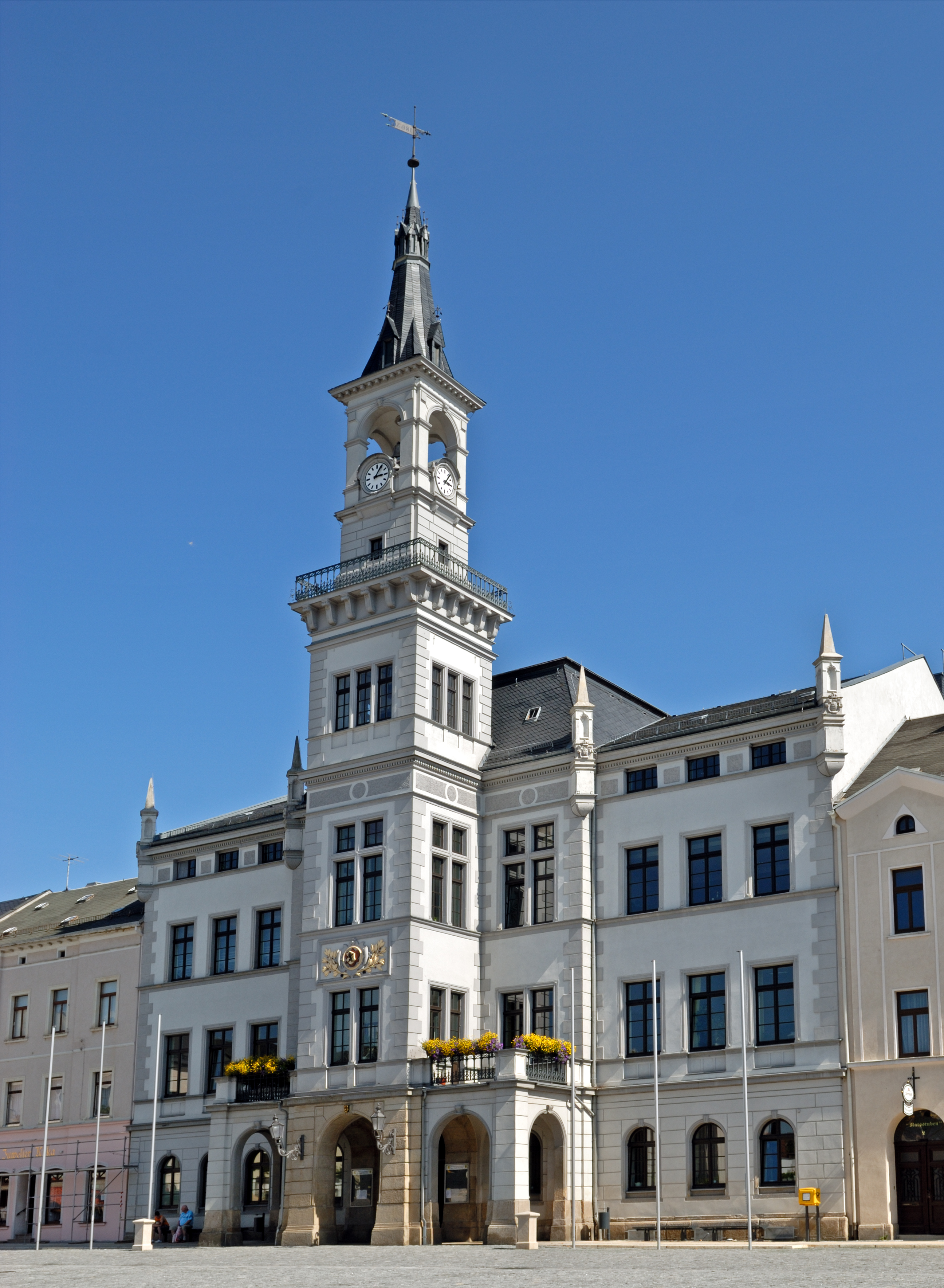
Das Rathaus am Markt, errichtet zwischen 1861 und 1864 (Höhe 42 m)
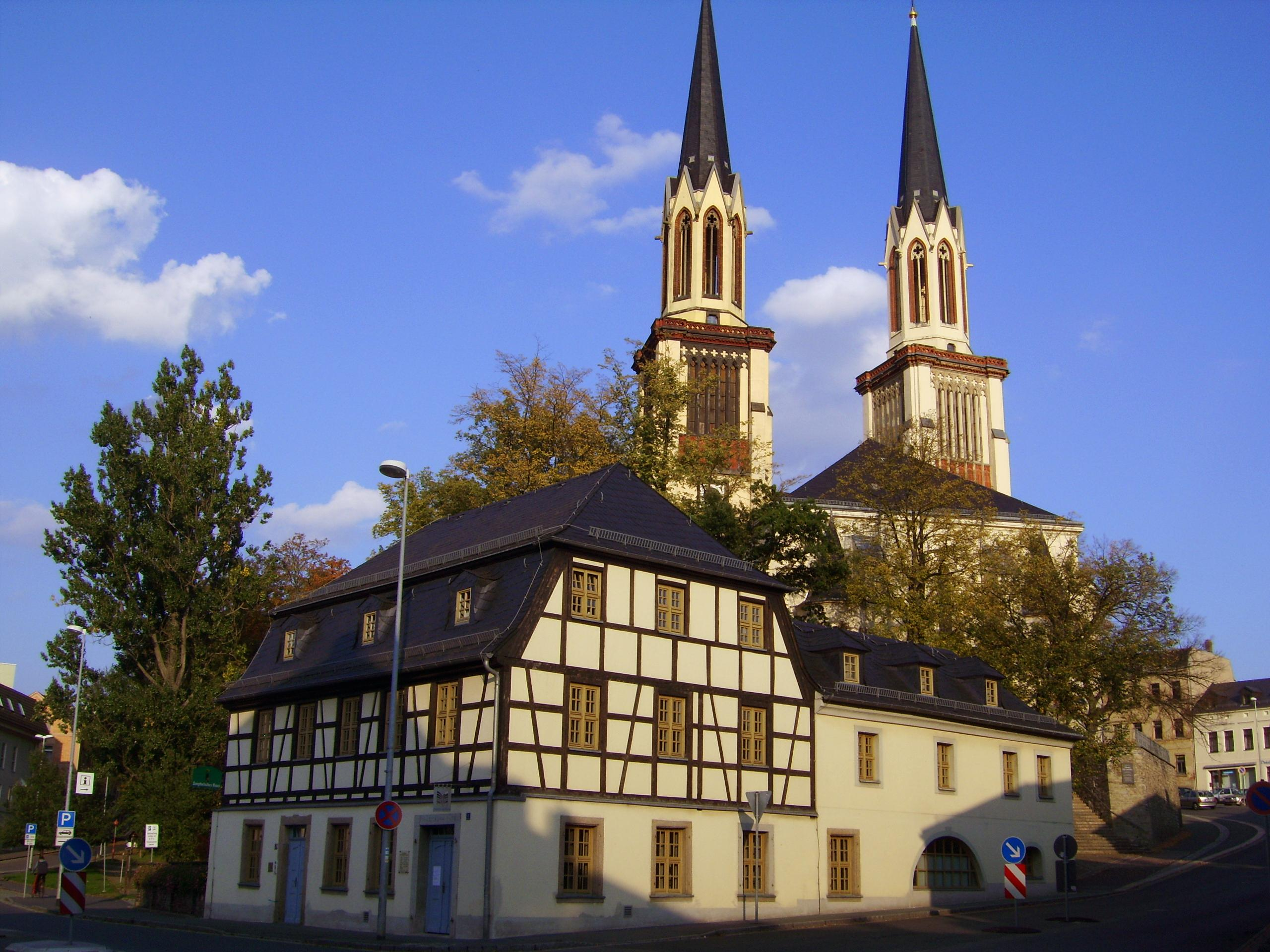
Das Zoephelsche Haus, eines der ältesten Gebäude, im Hintergrund die St. Jakobikirche
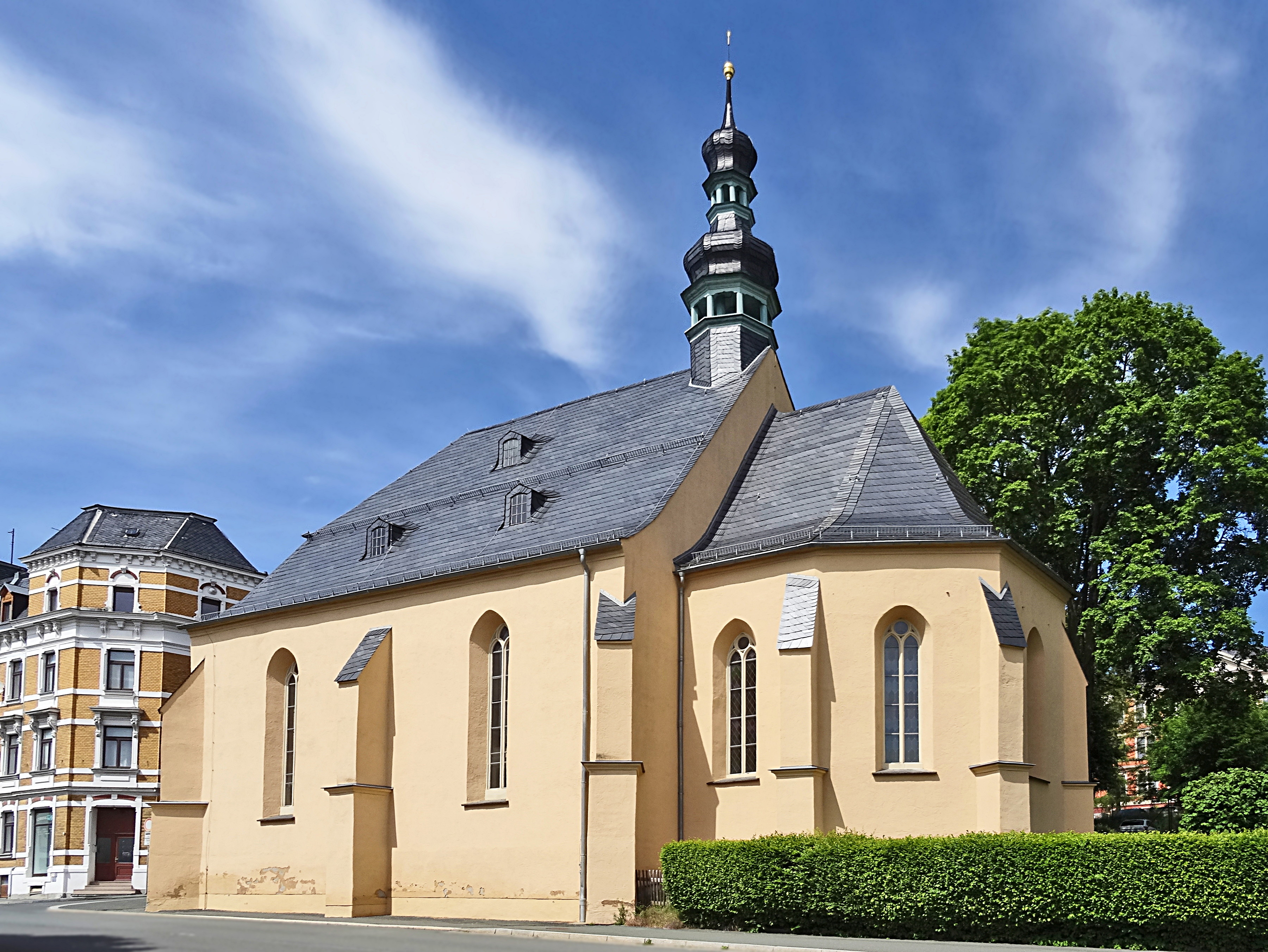
Die Katharinenkirche (Kommunikations- und Kulturzentrum)
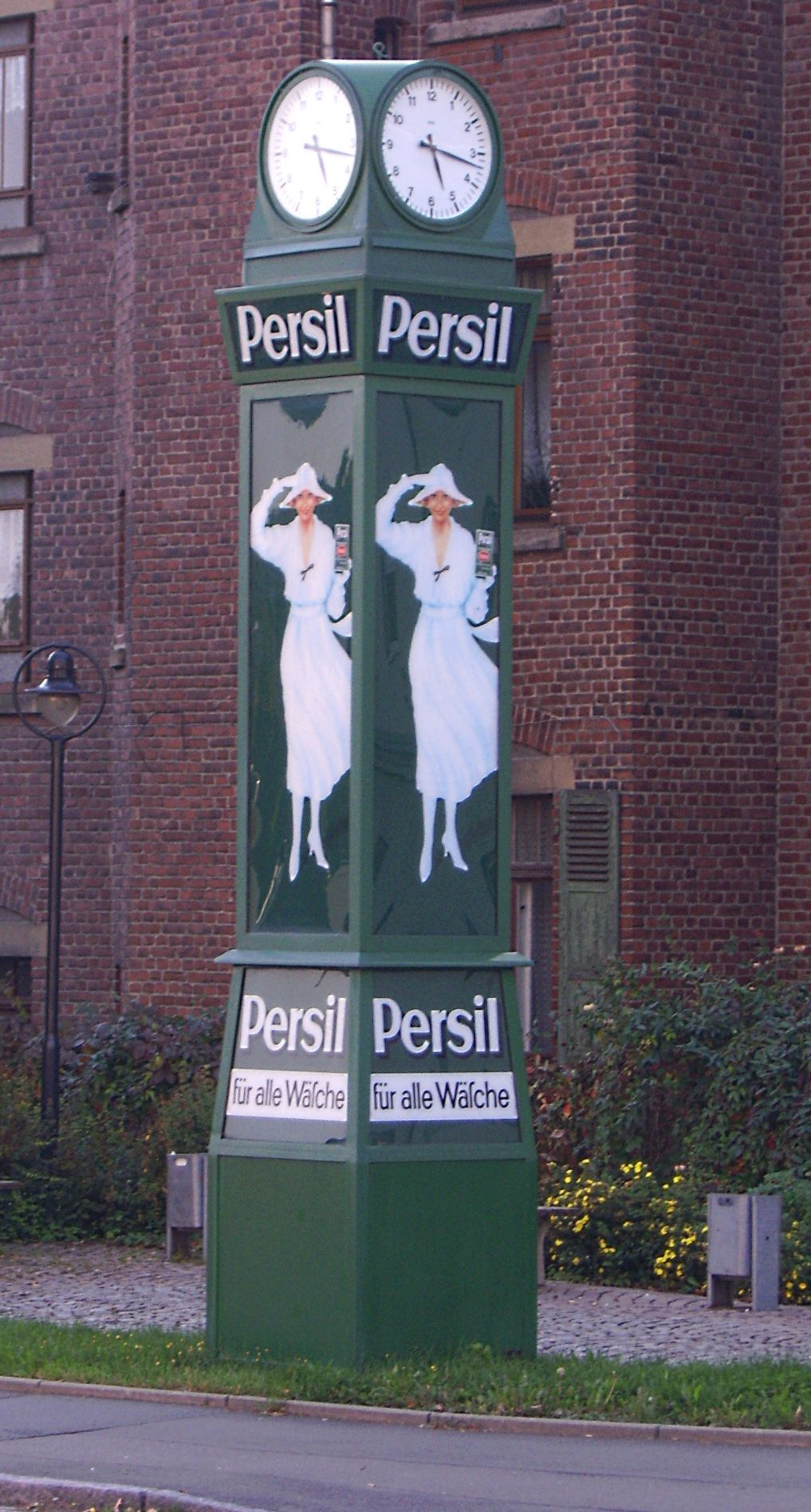
Die wieder aufgestellte Persiluhr am Heppeplatz
Blick nach Schöneck, dem „Balkon des Vogtlandes“
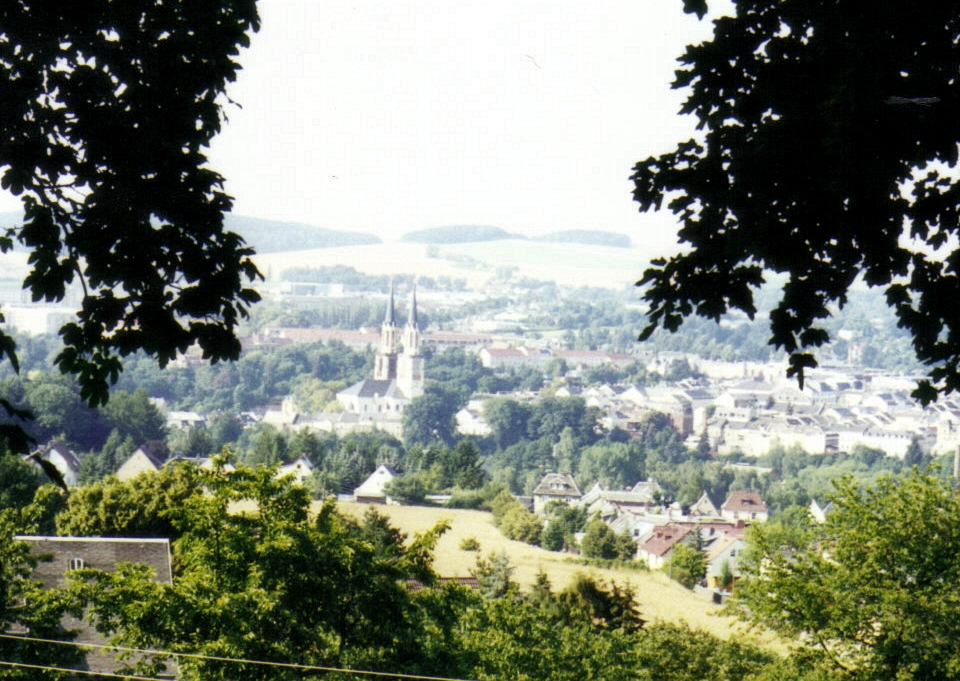
Blick auf Oelsnitz vom Vorwerk
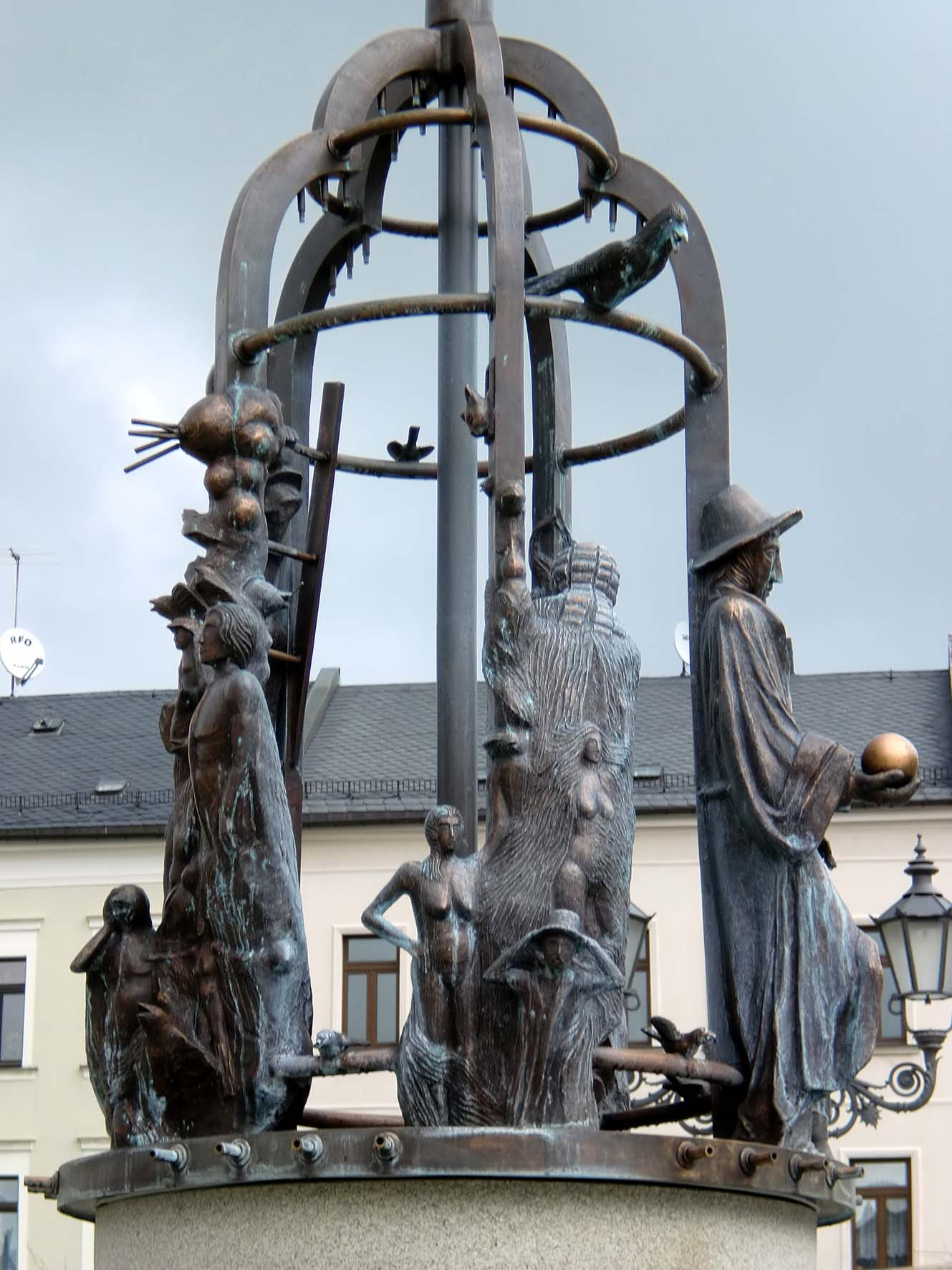
Neuer Brunnen auf dem Marktplatz
Bahnhof Oelsnitz um 1910